# 克利夫頓 (伊利諾伊州)
克利夫頓（英語：Clifton）是位於美國伊利諾伊州易洛魁縣的一個村落。

## 地理
克利夫頓的座標為40°56′07″N 87°56′04″W / 40.93528°N 87.93444°W，而該地最高點為海拔高度204米（即669英尺）。

## 統計數據
根據2010年美國人口普查的數據，克利夫頓的面積為2.28平方千米，當中陸地面積為2.28平方千米，無水域面積。當地共有人口1468人，而人口密度為每平方千米643人。